# Kungariket Algarve
Kungariket Algarve (portugisiska: Reino do Algarve), från arabiska: Al-Gharb al-Andalus), var ett kungarike som införlivades i Kungariket Portugal, vilket i sin tur upphörde som kungarike den 5 oktober 1910 och blev republik. Det var Portugisiska kronans andrabesittning, men hade i praktiken inga egna inrättningar, och inget självstyre, utan titeln var främst symbolisk. Portugals kung hade 1267 erhållit rätten till Algarves krona.

### Fotnoter
1. ↑  ”Portugal” (på engelska). World Statesmen. http://www.worldstatesmen.org/Portugal.htm. Läst 12 juni 2016.